# Geliebte Schwestern
Geliebte Schwestern war eine vom 2. Juni 1997 bis zum 13. Juni 1998 bei Sat.1 montags bis freitags um 19:10 Uhr ausgestrahlte Seifenoper.

## Hintergrund
Die tägliche Soap wurde von der Columbia TriStar in Hürth bei Köln produziert. Im Industriegebiet von Hürth-Kalscheuren wurde eine ehemalige Obstlagerhalle zum Fernsehstudio umgebaut. Da die Handlung der Serie aber in Berlin spielte, musste das Produktionsteam zu den – aus diesem Grund selten stattfindenden – Außendrehs jedes Mal in die deutsche Hauptstadt fliegen.
Sat.1 hatte, nach So ist das Leben! Die Wagenfelds, auch mit seinem zweiten Versuch, eine Seifenoper in das Programm zu etablieren, keinen Erfolg. Mangels Einschaltquoten wurde die Soap nach nur einem Jahr und 250 Folgen wieder eingestellt. Die letzten 10 Folgen wurden in Doppelfolgen ausgestrahlt.

## Handlung
Angie, Michi, Ronnie, Karen und Nadine sind Schwesternschülerinnen in einem fiktiven Berliner Krankenhaus. Neben ihren turbulenten Arbeits- und Liebesleben ist die Bar "TreMono" der abendliche Treffpunkt der Clique. Des Weiteren geht es um Professor Steinfeld, der auch ein sehr turbulentes Familien- und Liebesleben führt.

## Besetzung
| Schauspieler        | Rollenname           |
| ------------------- | -------------------- |
| Mareike Fell        | Michaela Beck        |
| Patrick Gräser      | Janosch Steinfeld    |
| Maximilian Hill     | Zack Bendit          |
| Franziska Grasshoff | Sarah Steinfeld      |
| Jackie Hardt        | Nadine Kramer        |
| Daniel Hartwig      | Tommy Beck           |
| Florentine Lahme    | Karen Stember        |
| Lilia Lehner        | Lara Zapf            |
| Kira von Maydell    | Maria Leffes         |
| Johnny Müller       | Paul „Paolo“ Vicario |
| Doris Plenert       | Frieda Beck          |
| Marc Seifert        | Frank Bröker         |
| Ingo Schmoll        | Markus Steinfeld     |
| Ivonne Schönherr    | Raffaela Steinfeld   |
| Annette Schreiber   | Ronnie Fritz         |
| Ludwig Schütze      | Georg Steinfeld      |
| Xenia Seeberg       | Angie Wilhelm        |